# Qorakoʻl
Qorakoʻl (von qora, „schwarz“, und koʻl, „See“; kyrillisch Қоракўл; russisch Каракуль Karakul) ist eine Stadt in der usbekischen Viloyat Buchara, gelegen etwa 55 km südwestlich der Viloyathauptstadt Buchara auf 197 m Seehöhe. Qorakoʻl ist Hauptort eines gleichnamigen Bezirks und liegt im Unterlauf der Flussoase des Serafschan. Gemäß der Bevölkerungszählung 1989 hatte Qorakoʻl damals 16.700 Einwohner, einer Berechnung für 2009 zufolge beträgt die Einwohnerzahl 24.102.
Qorakoʻl liegt an der Eisenbahnlinie von Türkmenabat in Turkmenistan nach Kogon; von wirtschaftlicher Bedeutung ist vor allem der Anbau von Baumwolle. Der Erhebung zur Stadt erfolgte 1980. Der überwiegende Teil der Bevölkerung sind ethnische Usbeken.
Der Name der Stadt ist eine etymologische Wurzel für die aus Usbekistan stammende Rasse der Karakulschafe, deren Lammfelle als Persianer gehandelt werden.